# Jeep Cherokee
Jeep Cherokee er navnet på flere forskellige firehjulstrukne offroadere, som oprindeligt blev fremstillet af firmaet AMC og i dag bygges af Chrysler. Fra XJ-modellen og frem sælges bilen også i Europa. Siden KJ-generationen har modellen på det amerikanske hjemmemarked heddet Jeep Liberty.

## SJ (1974−1983)
SJ-modellen blev mellem 1974 og 1983 bygget af AMC som offroader i fuld størrelse. Konkurrenterne var Ford Bronco og Chevrolet Blazer. Modellen var en "sportslig" udgave af den optisk lignende model Wagoneer, som havde været på markedet siden 1963.

## XJ

### Første generation (1984−1996)
I 1984 introducerede firmaet Jeep en ny generation offroadere. Den i dimensionerne efter amerikanske forhold lille bil passede perfekt til Europa og profiterede af offroadernes fremgang i de tidlige 1990'ere. I starten fandtes modellen med en 2,8-liters V6-motor fra Chevrolet og en 2,5-liters firecylindret motor fra AMC. Senere kom en 4,0-liters sekscylindret motor fra Jeep selv.
4,0-litersmotorens effekt varierer alt efter modelår mellem 125 og 136 kW (170 og 185 hk) og gav i kombination med tilkobleligt firehjulstræk, automatgear og en egenvægt på ca. 1600 kg bilen en accelerationstid fra 0 til 100 km/t på 9−10 sekunder ved en gennemsnitligt brændstofforbrug på 14 til 17 liter normalbenzin pr. 100 km. 4,0-liters modellens topfart var elektronisk begrænset til 180 km/t. Et ringe antal af den samlede produktion var udstyret med dieselmotor, først en 2,1-liters Renault-motor med 60 kW (82 hk) og senere en 2,5-litersmotor fra det italienske VM Motori med 84 kW (114 hk), som dog senere udgik på grund af manglende interesse. Den oprindelige version af Jeep Cherokee fandtes også som topersoners pickup under navnet Comanche med samme motorprogram.
I starten af 1990'erne introduceredes med Grand Cherokee en større model med V8-motor, som både havde bedre præstationer samt mere kabineplads og kørekomfort.
Til det kinesiske marked fremstillede Beijing Jeep Corporation mellem 1985 og 2005 Cherokee under navnene Beijing-Jeep BJ 2021 og Beijing-Jeep BJ 2026.

### Anden generation (1997−2001)
Fra modelåret 1997 solgte Jeep en fornyet udgave af Cherokee. Drivlinjen var overtaget næsten uændret fra forgængeren, dog havde Jeep modificeret karrosseriets design og frem for alt kabinedesignet. Også kørekomforten var blevet betydeligt forbedret. På motorsiden solgtes den firecylindrede 2,5-litersmotor med 97 kW (132 hk) og den sekscylindrede PowerTech-motor fortsat. Sidstnævnte ydede med et slagvolume på 4 liter alt efter modelår mellem 124 og 139 kW (169 og 189 hk). I Europa omfattede programmet også en VM-turbodiesel, som også blev benyttet i forgængeren og ligesom der ydede 84 kW (114 hk). Kraften blev overført gennem enten en femtrins manuel gearkasse eller et firetrins automatgear fra Aisin/Borg-Warner.
Også i Kina solgtes den nye version, fortsat under den lokale betegnelse Beijing-Jeep BJ 7250. En af Beijing Jeep Corporation selv udviklet udgave af Cherokee er Jeep 2500.

## KJ (2001−2008)
Fra 2002 solgtes Jeep Liberty i USA, som kun hed Cherokee i Europa og det nordlige Afrika. Modellen var i teknisk hensigt ikke efterfølger for Cherokee, men derimod starten på en ny modelserie. Modelserien Grand Cherokee er fortsat frem til i dag som efterfølger for Wagoneer. Den oprindelige Jeep Cherokee udgik, kun navnet overlevede.
Cherokee blev i starten solgt i Europa med tilkobleligt firehjulstræk, men i USA også som ren baghjulstrækker. Frem til 2006 fandtes modellen med en firecylindret benzinmotor med 108 kW (147 hk). Derudover fandtes der en 3,7-liters V6-benzinmotor og frem for alt til Europa også en 2,5-liters dieselmotor fra VM. Fra 2004 solgtes også en 2,8-liters dieselmotor med femtrins automatgear og permanent firehjulstræk, og 2,5-liters dieselmotoren blev taget af programmet.
Motorer for Europa
- 2002−2006: 2,4 liter R4 benzin, 2429 cm³, 108 kW (147 hk), 215 Nm
- 2004−2007: 3,7 liter V6 benzin, 3700 cm³, 150 kW (204 hk), 307 Nm
- 2001−2004: 3,7 liter V6 benzin, 3700 cm³, 155 kW (211 hk), 312 Nm
- 2001−2004: 2,5 liter R4 CRD diesel, 2499 cm³, 105 kW (143 hk), 343 Nm
- 2004−2005: 2,8 liter R4 CRD diesel, 2776 cm³, 110 kW (150 hk), 360 Nm
- 2005−2007: 2,8 liter R4 CRD diesel, 2776 cm³, 120 kW (163 hk), 400 Nm

## KK (2008−)
Til modelåret 2008 introducerede Chrysler en på Dodge Nitro baseret, større ny model. I USA kunne den bestilles siden starten af 2008, og kom på markedet i Europa i efteråret samme år.
Modellen, som afløste Jeep Liberty, kunne fås med den kendte 3,7 V6-benziner med 157 kW (214 hk) og 319 Nm. På det amerikanske marked fandtes bilen i udstyrsvarianterne Jeep Liberty Sport og Jeep Liberty Limited med enten sekstrins manuel gearkasse eller firetrins automatgear.
På det europæiske marked fandtes også den fra forgængeren hentede VM-dieselmotor med commonrail-indsprøjtning og modelbetegnelsen 2.8 CRD. Motoren yder 130 kW (177 hk) ved 3800 omdr./min. I den med sekstrins manuel gearkasse udstyrede Sport-model har motoren 410 Nm, og med automatgear 460 Nm. Automatgearet fås til udstyrsvarianterne Limited og Limited Exclusive og indeholder også bjergigangsætningsassistent. Firehjulstræksystemet tilbyder mulighed for at skifte både automatisk og manuelt mellem bag- og firehjulstræk.
Siden 2011 sælges Cherokee ikke længere i Europa, med undtagelse af Italien. Dette har Fiat Group begrundet med, "at bilen ikke var så økonomisk i køb", som man havde forventet.
| Model        | Cylindre | Slagvolume cm³ | Max. effekt kW (hk) / omdr. | Max. drejningsmoment Nm / omdr. | 0-100 km/t sek. | Topfart km/t |
| ------------ | -------- | -------------- | --------------------------- | ------------------------------- | --------------- | ------------ |
| 3.7 V6       | 6        | 3700           | 157 (214) / 5200            | 319 / 4000                      | 10,0            | 195          |
| 2.8 CRD man. | 4        | 2777           | 130 (177) / 3800            | 410 / 2800                      | 11,5            | 180          |
| 2.8 CRD aut. | 4        | 2777           | 130 (177) / 3800            | 460 / 2000                      | 10,5            | 182          |